# 金憲昌
金 憲昌（キム・ホンチャン/クム・ホンチャン、朝鮮語: 김 헌창/금 헌창、 - 822年）は新羅の真骨貴族。

## 人物
武烈王の子孫という。807年伊飡（官位第2等）で侍中に任命され、憲徳王の代に武珍州、菁州の都督を歴任、821年熊川州都督となる。父の金周元は、785年に王位継承で元聖王に敗れたことから、冥州に蟄居を余儀なくされた。
822年、熊津(公州)に拠って大規模な反乱を起こし、「長安国」を号し、「慶雲」を年号としたが、国軍に攻められ自害，その子である金梵文も825年に謀反して捕殺された。武烈王の血統の再興をめざした父子三代にわたる闘争であった。